# Aethionema alanyae
Aethionema alanyae là một loài thực vật có hoa trong họ Cải. Loài này được H.Duman mô tả khoa học đầu tiên năm 1994.